# Iglesia de la Santa Cruz (Vilna)
La iglesia de la Santa Cruz (en lituano: Šv. Kryžiaus bažnyčia) es un edificio religioso católico que localizado en Vilna, Lituania, que se utiliza como museo del patrimonio eclesiástico. La iglesia forma parte del centro histórico de Vilna, Patrimonio de la Humanidad por la Unesco.

## Historia
Inicialmente, en 1543 se construyó una capilla que luego fue ampliada y reconstruida. Las torres actuales fueron construidas en 1725. Después del incendio de 1737, la iglesia fue reconstruida y se instaló un interior de estilo barroco tardío.
Un antiguo complejo monástico de los Hermanos Hospitalarios de San Juan de Dios se encuentra cerca de la iglesia.Las autoridades rusas retiraron el hospicio de la autoridad de los Hermanos en 1843 para sustituirlo por un consejo de tutela, uno de cuyos líderes era el conde Eustace Tyszkiewicz, famoso historiador y arqueólogo. El asilo psiquiátrico se trasladó a Naujoji Vilnia (Nueva Vilna) en 1903 y la iglesia fue restaurada en 1909.
Los Hermanos Hospitalarios regresaron en 1924. Reformaron la iglesia e instalaron en su convento una residencia de ancianos y un comedor social de Cáritas. Los Hermanos abandonaron Vilnius (Wilno en ese momento) al comienzo de la Segunda Guerra Mundial y fueron reemplazados en 1947 por las Monjas de la Inmaculada Concepción de la Santísima Virgen María, pero las autoridades soviéticas lituanas los expulsaron en 1949 y la iglesia se cerró. La iglesia fue restaurada en 1976 y sirve como sala de conciertos para la Orquesta Filarmónica de la República Socialista Soviética de Lituania, que los residentes de Vilnius llaman la Pequeña Sala Barroca. Sus conciertos de órgano son particularmente populares.
La iglesia fue devuelta al arzobispado de Vilna en 1990, en el momento de la independencia, que la devolvió, así como el convento, a las monjas.

## Arquitectura
La iglesia es famosa por un manantial con agua milagrosa en su sótano (la gente cree que esta agua cura enfermedades oculares) y una pintura de la Virgen María, madre de Jesús, que otorga favores. Los campanarios están cubiertos con tejados en forma de cebolla y a mediados del siglo XVIII se instalaron altares barrocos. 

## Galería

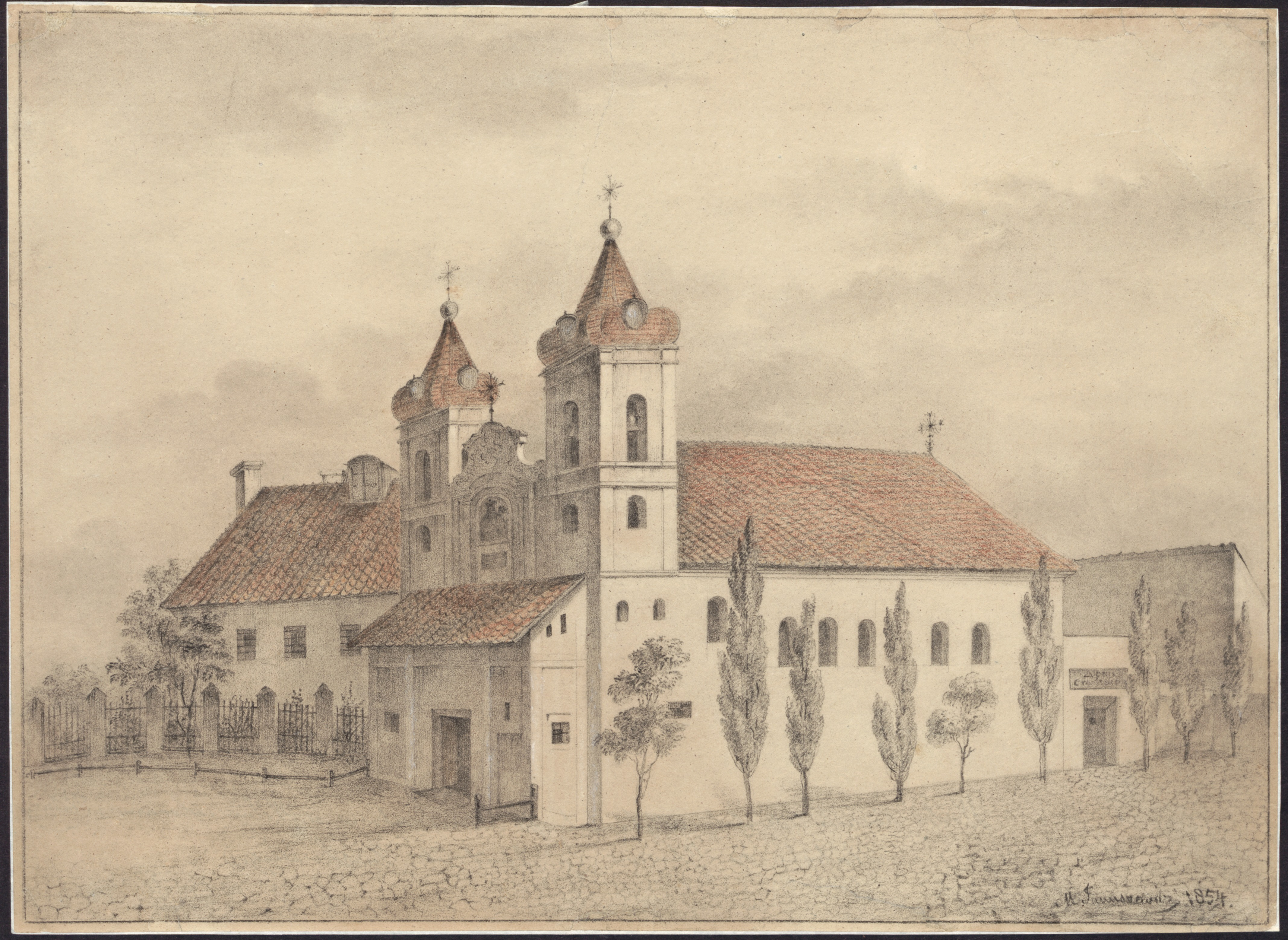
Iglesia en 1854, obra de M. Januševič
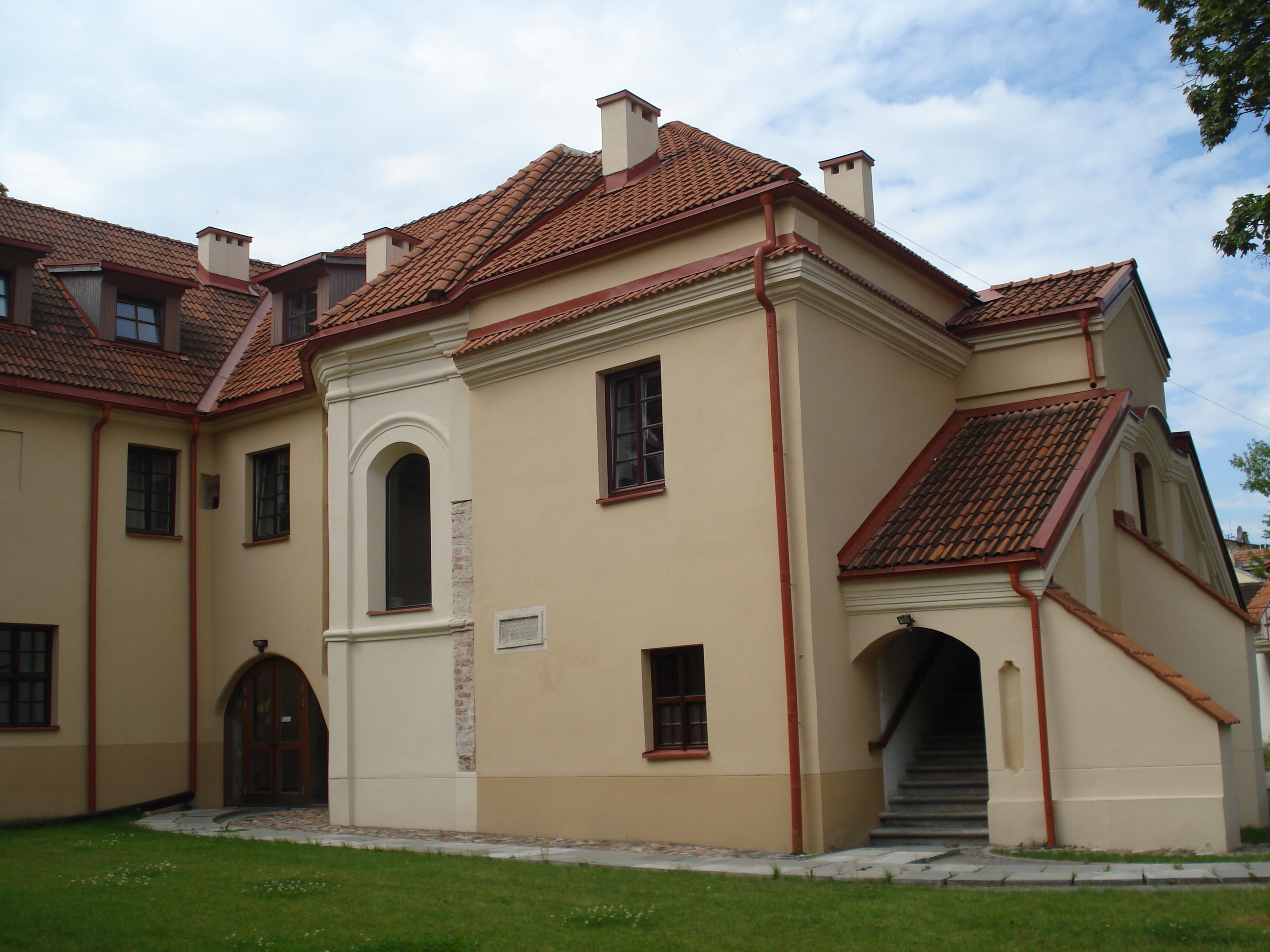
Lateral de la iglesia
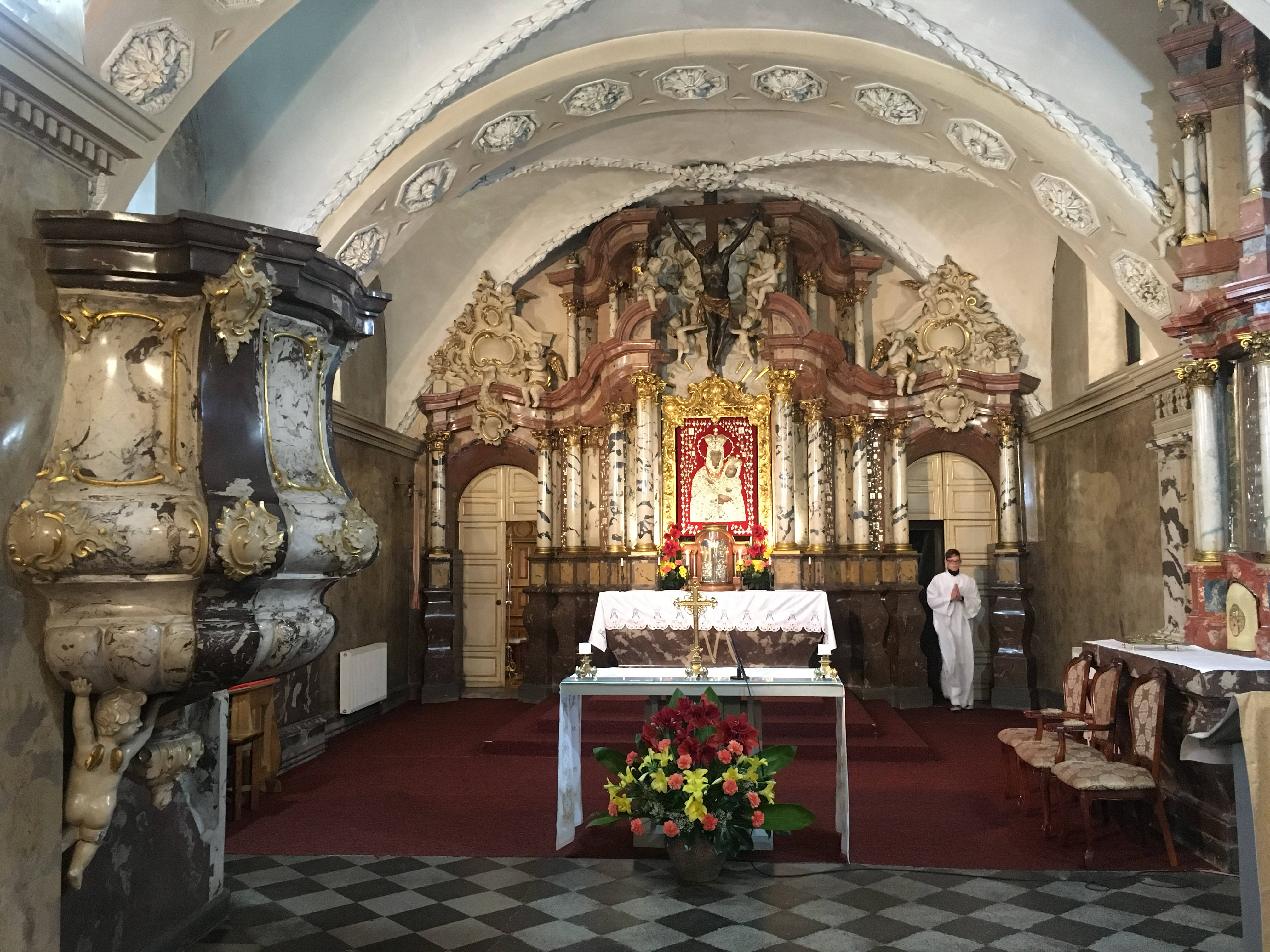
Interior de la iglesia